# كل الضوء الذي لا نستطيع رؤيته
كل الضوء الذي لا يمكننا رؤيته (بالإنجليزية:All the Light We Cannot See) هي رواية حربية صدرت في 2014 للكاتب الأمريكي أنتوني دوير. فازت الرواية بجائزة بوليتزر عن فئة الأعمال الخيالية لعام 2015. وصدرت الترجمة العربية للرواية من دار ممدوح عدوان للنشر والتوزيع بترجمة أماني لازر في العام 2018.تدور أحداث الرواية خلال الحرب العالمية الثانية. وتتمحور حول شخصيات عدة وهم: ماري-لور لبلانك، وهي فتاة فرنسية عمياء تأخذ مأوى في منزل عمها الكبير في سان مالو بعد أن غزا الجيش النازي باريس، وفيرنر بينينغ، وهو فتى ألماني ذكي يتم قبوله في مدرسة عسكرية بسبب مهاراته في تكنولوجيا الراديو. الكتاب يتنقل بين فصول موازية تصور ماري-لور وفيرنر، معتمدة على هيكل السرد غير الخطي. تتمتع الرواية بأسلوب كتابة شاعري، حيث لاحظ النقاد تفاصيل حسية واسعة. وتتناول القصة موضوعات أخلاقية، مُظهرة الطبيعة التدميرية للحرب واهتمام دوير بالعلم والطبيعة.
استلهم دوير الفكرة من رحلة قطار في 2004. أثناء الرحلة، أصبح أحد الركاب غاضبًا بعد انقطاع مكالمته الهاتفية. شعر دوير أن الراكب لم يقدر "معجزة" الاتصال عن بُعد وأراد كتابة رواية عن تقدير هذه المعجزات. قرر أن يدور موضوع الرواية حول الحرب العالمية الثانية مع التركيز على معركة سان مالو بعد زيارة المدينة في 2005. أمضى دوير عشر سنوات في كتابة كل الضوء الذي لا يمكننا رؤيته، مع تخصيص وقت كبير للبحث عن الحرب العالمية الثانية.
تم نشر كل الضوء الذي لا يمكننا رؤيته بواسطة سكربنر في 6 مايو 2014، وحققت نجاحًا تجاريًا ونقديًا. كانت على قائمة أفضل الكتب مبيعًا في نيويورك تايمز لأكثر من 200 أسبوع وبيعت أكثر من 15 مليون نسخة. اعتبرت العديد من المنشورات أنها من أفضل الكتب في 2014. فازت الرواية بـ جائزة بوليتزر في الأدب وجائزة أندرو كارنيجي للتميز في الأدب الخيالي وغير الخيالي، وكانت مرشحة لجائزة الكتاب الوطني. تم الإعلان عن تعديل تلفزيوني للكتاب بواسطة "21 لابس للترفيه" في 2019 وتم عرضه على نتفليكس كمسلسل مكون من أربعة أجزاء في 2 نوفمبر 2023.

## الملخص
رواية كل الضوء الذي لا يمكننا رؤيته مُنظمة بطريقة غير خطية؛ يتم التبديل بين الفصول التي تحدث خلال معركة سان مالو في أغسطس 1944، مع فصول تتحدث عن أوقات سابقة تبدأ من 1934 وتتتابع بترتيب زمني. بالإضافة إلى ذلك، تتنقل وجهة النظر بين ماري-لور لبلانك وفيرنر بينينغ بين الفصول. لتبسيط الأمر، تم تخصيص أقسام منفصلة لرواياتهم السابقة قبل معركة سان مالو مع الأحداث خلال وبعد المعركة.

### ماري-لور لبلانك
ماري-لور لبلانك هي فتاة تعيش في باريس مع والدها دانيال، أمين خزينة في متحف التاريخ الطبيعي. أصبحت عمياء في سن السادسة في 1934. ومنذ ذلك الحين، ساعدها دانيال في التكيف مع إعاقتها عن طريق إنشاء نموذج لباريس لتشعر به وتدريبها على التنقل فيه. كانت ماري-لور تسمع قصصًا عن ماسة تُدعى "بحر اللهب" التي تم إخفاؤها داخل المتحف؛ يُقال أن الماسة تمنح الخلود بتكلفة الحظ السيئ المستمر لأولئك الذين حول مالكها. والطريقة الوحيدة لإنهاء اللعنة هي إرجاع الحجر إلى المحيط، مالكه الحقيقي.
عندما غزت ألمانيا النازية فرنسا في 1940، فرّت ماري-لور ودانيال إلى مدينة سان مالو الساحلية للاختباء في منزل عمها الكبير إتيان، وهو جندي مُصاب بصدمة نفسية من الحرب العالمية الأولى الذي يقضي وقته في بث تسجيلات تعليمية عبر الراديو، التي أنتجها شقيقه الراحل، عبر أوروبا. دون علم ماري-لور، كان المتحف قد عهد إلى والدها إما بـ "بحر اللهب" أو بأحد النسخ الثلاثة الدقيقة التي صُنعت لحماية الماسة الأصلية. بعد أشهر، وأثناء بناء نموذج لسان مالو لماري-لور، يتم اعتقال دانيال ويُشتبه في تآمره. بعد رسائل قليلة استطاع إرسالها من السجن، لا يُسمع عن دانيال مرة أخرى، تاركًا ماري-لور وحيدة مع إتيان وخادمته ومدبرة منزله، مدام مانك.
تشارك مدام مانك في المقاومة الفرنسية مع نساء محليات أخريات. كانت أنشطتهم ناجحة إلى حد ما، لكن مدام مانك تمرض وتموت. يستمر إتيان وماري-لور في جهود مدام مانك خلال السنوات التالية، حيث يقومان بنقل رسائل سرية للغاية عبر جهاز الإرسال اللاسلكي. في نهاية المطاف، بينما كانت ماري-لور عائدة إلى منزلها لتسليم رسالة روتينية للمقاومة من المخبز، يزورها الرقيب الرئيسي راينهولد فون رومبل، وهو خبير نازي في الأحجار الكريمة الذي يبحث عن بحر اللهب وتتبع الماسة الأصلية إلى سان مالو. يسأل فون رومبل ماري-لور الخائفة إذا كان والدها قد ترك لها شيئًا، ويغادر عندما تقول "مجرد نموذج غبي". يتولى إتيان دور ماري-لور في توصيل الرسائل، وفي وقت لاحق تفتح ماري-لور نموذج منزل إتيان على نموذج سان مالو وتكتشف بحر اللهب. في النهاية، يتم اعتقال إتيان وإرساله إلى قلعة ناسيونال بتهم الإرهاب.

### فيرنر بينينغ
في ألمانيا النازية، فيرنر بينينغ هو يتيم في مدينة التعدين زولفراين. هو شاب ذكي بشكل استثنائي ولديه مهارة طبيعية في بناء وإصلاح أجهزة الراديو. اكتشف هذه المهارة في عام 1934 في سن الثامنة بعد أن عثر على راديو معطل مع أخته جوتا، وقام بإصلاحه واستخدمه للاستماع إلى البرامج العلمية والموسيقية التي تُبث عبر أوروبا. في عام 1940، تؤدي مهارة فيرنر إلى قبوله في المعهد السياسي الوطني للتعليم في شولبفورتا، وهي مدرسة داخلية حكومية قاسية تُعلم القيم النازية، وهو ما تكرهه جوتا. كانت جوتا تستمع إلى بث إذاعي فرنسي عن جرائم الحرب التي ارتكبتها ألمانيا خلال غزوها، وغضبت من قبول فيرنر في شولبفورتا. قبل مغادرته إلى شولبفورتا، وعد فيرنر جوتا أنه سيعود إلى زولفراين بعد عامين ليطير معها في طائرة.
في شولبفورتا، يبدأ فيرنر في العمل على تكنولوجيا الراديو إلى جانب فرانك فولكهيمر — وهو طالب قوي يُنظر إليه من قبل باقي الطلاب كـ "النموذج المثالي للنازي" — تحت إشراف أستاذ شولبفورتا الدكتور هاوبتمان. في النهاية، يترك فولكهيمر للانضمام إلى الجيش. يُصادق فيرنر فريدريك، وهو طالب طيب القلب وغير منتبه يُعتبر ضعيفًا من قبل المدرسة. بعد أن تعرض للتنمر، يتعرض فريدريك لضرب مبرح على يد زملائه، مما يتركه يعاني من تلف دائم في الدماغ ويجبره على العودة إلى منزله في برلين. بعد عامين من دخوله، عندما يطلب فيرنر مغادرة شولبفورتا، يكذب الدكتور هاوبتمان بشأن عمر فيرنر ويقنع المسؤولين النازيين بإرساله إلى الجيش.
يتم وضع فيرنر في وحدة فيرماخت يقودها فولكهيمر وتتكون من المهندس والتر بيرند وجنديين آخرين، كليهما يُدعى نيومان. تسافر الوحدة عبر أوروبا، وتقوم بتتبع الإشارات المعادية غير القانونية وتنفيذ الإعدام على من ينتجها. يبدأ فيرنر في فقدان الأمل في منصبه، خاصة بعد أن تقتل مجموعته فتاة بريئة بعد أن تتبع إشارتها بشكل غير صحيح. عندما تصل الوحدة إلى سان مالو، يتتبع فيرنر إشارة إتيين. وعندما يتعرف على الصوت والموسيقى بأنها من البرامج العلمية التي كان يستمع إليها في دار الأيتام، لا يكشف عن الإشارة. يتتبعها إلى منزل إتيين ويعجب بماري-لور عندما يراها متجهة إلى المخبز. يقرر فيرنر إخفاء وجود الإشارة عن بقية الوحدة.

### معركة سان مالو وما تلاها

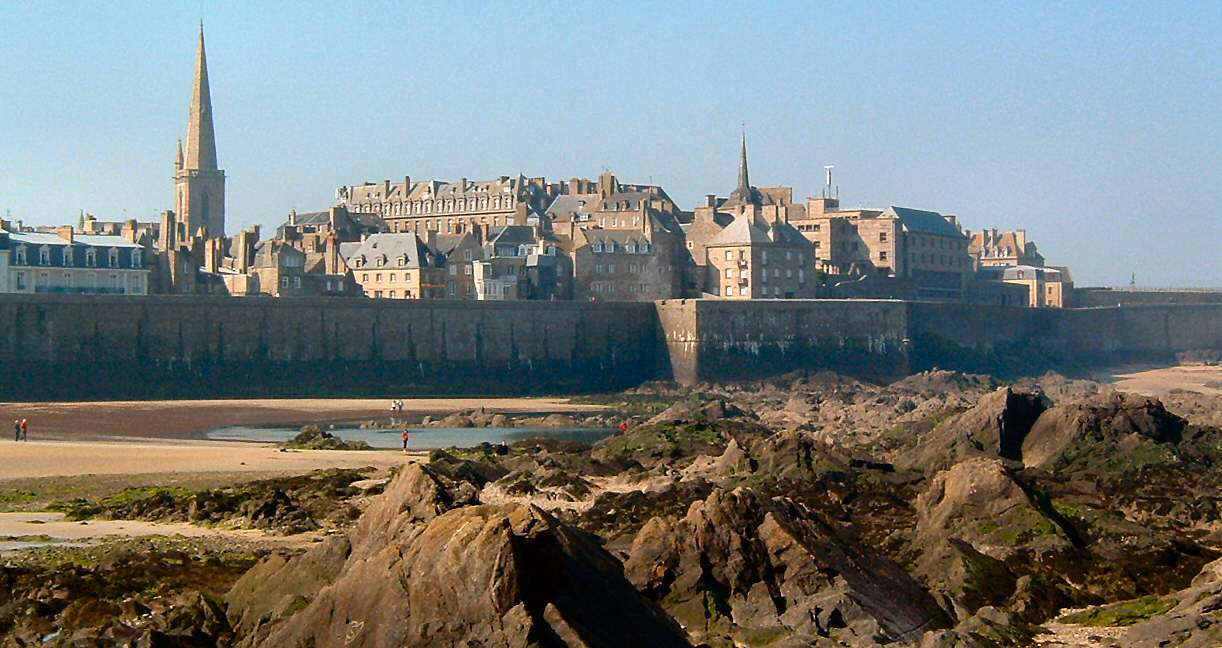
الكثير من أحداث كل الضوء الذي لا يمكننا رؤيته تقع في سان مالو (المصورة في 2015).

عندما تشن القوات الأمريكية حصارًا على سان مالو في أغسطس 1944، تأخذ ماري-لور ماسة بحر اللهب وتخفيها في القبو. بعد أن تستيقظ في اليوم التالي، تخرج ماري-لور من القبو للحصول على بعض الماء. عندما يدخل فون رومبل المنزل بحثًا عن ماسة بحر اللهب، تختبئ ماري-لور في العلية. باستخدام جهاز إرسال إتيين، تحاول طلب المساعدة عن طريق بث نفسها وهي تقرأ نسخة بريل من رواية عشرون ألف فرسخ تحت البحر مع صرخات طلب الإنقاذ. أثناء ذلك، يفشل فون رومبل في العثور على الماسة بعد اكتشافه أن الماسة لم تعد موجودة داخل نموذج سان مالو.
في هذه الأثناء، يُحاصر فيرنر وفولكهيمر وبيرند تحت كومة من الأنقاض في قبو بعد أن قصف الجيش الأمريكي الفندق الذي كانوا يقيمون فيه. يُصاب بيرند في الانفجار ويموت. يقوم فيرنر بإصلاح جهاز راديو في محاولة للعثور على مساعدة ويكتشف بث ماري-لور. بعد عدة أيام، يدرك فولكهيمر أنهم قد يموتون قريبًا ويطلب من فيرنر تفجير الأنقاض بقنبلة يدوية. بعد هروبهم، يذهب فيرنر إلى منزل إتيين لإنقاذ ماري-لور. يجد فون رومبل، الذي أصبح هذيانًا بعد فشله في العثور على ماسة بحر اللهب. بعد مواجهة قصيرة، يطلق فيرنر النار على فون رومبل ويقتله ويلتقي بماري-لور. أثناء هروبهم من سان مالو، تضع ماري-لور ماسة بحر اللهب داخل مغارة مسيجة غمرتها مياه البحر لإعادة الماسة إلى البحر. تعطي ماري-لور المفتاح لفون رومبل، الذي يرسلها بعيدًا إلى الأمان. يُقبض على فيرنر ويُرسل إلى معسكر أسرى الحرب الأمريكيين حيث يصاب بمرض خطير. في إحدى الليالي، في نوبة من الهذيان، يغادر فيرنر خيمة المستشفى ويدوس عن غير قصد على لغم أرضي ألماني، مما يقتله على الفور. يتم تحرير إتيين من فورت ناسيونال ويلتقي بماري-لور مجددًا.
بعد ثلاثين عامًا، يجد فولكهيمر جوتا، التي أصبحت الآن معلمة رياضيات متزوجة، ويعطيها متعلقات فيرنر في وقت وفاته، بما في ذلك نموذج المنزل الذي كان يحتوي على ماسة بحر اللهب. يخبرها أنه تم مشاهدة فيرنر آخر مرة في فرنسا وربما كان في حالة حب. تسافر جوتا إلى فرنسا مع ابنها ماكس للتحقيق في النموذج وتلتقي بماري-لور في باريس؛ وهي الآن تعمل كعالمة أحياء بحرية في متحف التاريخ الطبيعي. تفتح ماري-لور النموذج وتجد مفتاح المغارة. تنتهي القصة في 2014 حيث تمشي ماري-لور، التي أصبحت في السادسة والثمانين من عمرها، مع حفيدها ميشيل في شوارع باريس.

## الخلفية والكتابة

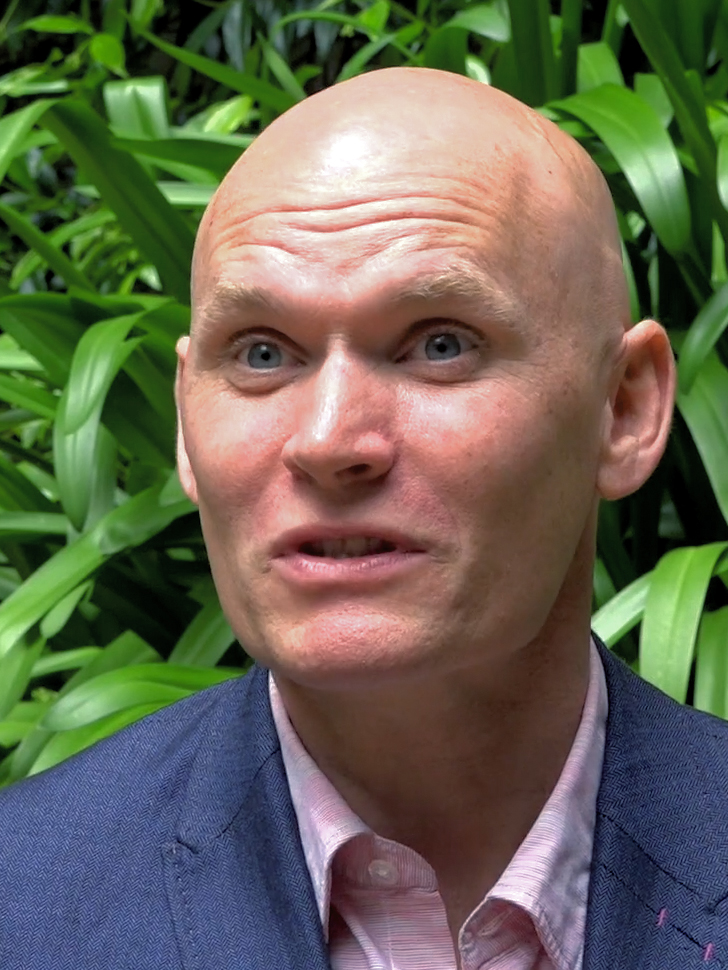
أنتوني دوير (المصور في 2015) هو مؤلف "كل الضوء الذي لا يمكننا رؤيته".

أنتوني دوير هو مؤلف من بويز، أيداهو. كان قد كتب في وقت سابق مجموعة القصص القصيرة جامع الأصداف (2002) ورواية عن النعمة (2004). نُشرت مذكراته أربع فصول في روما (2007) ومجموعة القصص القصيرة جدار الذاكرة (2010) أثناء كتابة كل الضوء الذي لا يمكننا رؤيته. حصل دوير على العديد من الجوائز طوال مسيرته الكتابية، بما في ذلك أربع جوائز أو. هنري. لدى دوير شغف بالعلوم. بدأ هذا الشغف منذ شبابه في كليفلاند، أوهايو، وخاصة من خلال تعليم والدته ورحلاتهما إلى الريف. لقد أثّر هذا الشغف في أعمال دوير، بما في ذلك كل الضوء الذي لا يمكننا رؤيته.
استلهم دوير فكرة كل الضوء الذي لا يمكننا رؤيته أثناء رحلة بالقطار عام 2004 للقاء ناشره. عندما مر القطار عبر نفق، أصبح أحد الركاب غاضبًا بعد انقطاع مكالمته الهاتفية. فكر دوير أن هذا الراكب لم يُقدّر "معجزة" الاتصال طويل المدى. فتصور قصة تقع في زمن كانت هذه المعجزة تُعتبر معجزة. بعد هذا الحدث، كتب دوير "كل الضوء الذي لا يمكننا رؤيته" في دفتر ملاحظاته. في ذلك الوقت، كانت الفكرة الوحيدة التي يمتلكها للكتاب هي مشهد لفتاة تقرأ لصبي عبر الراديو.
أثناء رحلة إلى فرنسا في عام 2005، زار دوير مدينة سان مالو للترويج لكتاب بعد النعمة. كانت القوات الأمريكية قد دمرت تقريبًا سان مالو خلال الحرب العالمية الثانية، مما جعل المدينة بحاجة إلى إعادة إعمار طويلة بعد الحرب. أصبح دوير مهتمًا بكيفية، في كلماته، "مكان يمكنه إخفاء دمار نفسه بشكل كامل": أن المدينة شعرت له بالقديمة، رغم تدميرها في نهاية الحرب العالمية الثانية. أدى الزيارة إلى اتخاذه قرار تحديد مكان الرواية في الحرب العالمية الثانية. صاغ مشهده ليحتوي على الصبي العالق في مكان ما في سان مالو ويستمع إلى الفتاة التي تقرأ جول فيرن's عشرون ألف فرسخ تحت البحر عبر الراديو.
أراد دوير أن يروي قصة أصلية تدور في الحرب العالمية الثانية. وفقًا له، فإن العديد من القصص الحربية التي قرأها كانت تُصور المقاومة الفرنسية على أنها أبطال كاريزميين والنازيين على أنهم معذِّبون أشرار. أراد دوير أن يبرز المدنيين الذين شاركوا في الحرب من الجانبين، الذين اضطروا إلى اتخاذ قرارات أخلاقية غامضة. لتحقيق ذلك، كتب دوير السرد الألماني ليتضمن شخصًا متورطًا بشكل مأساوي في النازية وكتب السرد الفرنسي ليتضمن شخصًا معاقًا موهوبًا. وللتوازن مع تصوير النازي بشكل متعاطف، كتب دوير شخصية رينهولد فون رومبل كأرْشِيف شرير للنازي، الذي اعتقد أنه سيكون النموذج الذي سيألفه القراء. بالإضافة إلى تسليط الضوء على المدنيين، أراد دوير أيضًا نقل وفرة المعجزات التي يمكن أن تظهر حتى في الحرب.
استغرق كتابة الرواية عشر سنوات، معظمها تم قضاءه في البحث. قرأ دوير مذكرات ورسائل كتبت خلال الحرب العالمية الثانية وزار ألمانيا وباريس وسان مالو للمزيد من الدراسة. عدم إجادته للغتين الفرنسية والألمانية عرقل بحثه، مما اضطره لاستخدام جوجل ترجمة. بالرغم من ذلك، سمح له بحثه بإضافة تفاصيل تاريخية إلى روايته، بما في ذلك نصوص الخطاب وأسماء الشركات المصنعة للراديو الألمانية. اعتبر دوير كتابة كل الضوء الذي لا يمكننا رؤيته بأنها "ممتعة ومحبطة في نفس الوقت." كتب دوير فصولًا قصيرة عمدًا لجعل الرواية سهلة الوصول بسبب الأسلوب الشعري. كتب أكثر من مئة فصل قصير بالتناوب بين المناظير، وهي عملية شبهها ببناء منزل نموذج. تمت كتابة البداية والوسط والنهاية في وقت واحد.

## التحليل

### الأسلوب والبنية
يعتبر النقاد أن أسلوب الكتابة في كل الضوء الذي لا يمكننا رؤيته هو أسلوب شعري. تُروى الرواية في الزمن الحاضر، مع فصول قصيرة وجمل مختصرة. وفقًا لميشيل دين من الجارديان، فإن هذا "يمنح الانطباع بالبساطة". طوال الرواية، "يسمح دوير للتفاصيل البسيطة بأن تقول الكثير"، متبعًا قاعدة "اعرض، لا تخبر". اعتبر النقاد أن النقاط المثيرة للاهتمام، مثل ميادين المعركة والشواطئ، مفصلة. وبشكل خاص، فإن القصة من وجهة نظر ماري-لور تستخدم تفاصيل حادة وحسية للصوت واللمس والرائحة.
تُروى قصص ماري-لور وورنر في فصول متبادلة. كل فصل هو بضع صفحات طويلة، ويقدم لمحة عن كل شخصية وظروفها. قصتا الشخصيتين تتوازى مع بعضهما البعض؛ قصة ماري-لور تدور حول تجربتها بدون رؤية، بينما قصة وورنر تدور حول شغفه بالصوت. تدور معظم القصة بين عامي 1934 و1945، مع التركيز على معركة سان مالو في أغسطس 1944، حيث تتقاطع قصتا ماري-لور وورنر. طوال الرواية، يعرض السرد الأحداث في معركة سان مالو، مع فصول متداخلة تعرض الأحداث التي سبقتها. ينتهي الكتاب في القرن الواحد والعشرين.

### الأخلاق والشخصيات

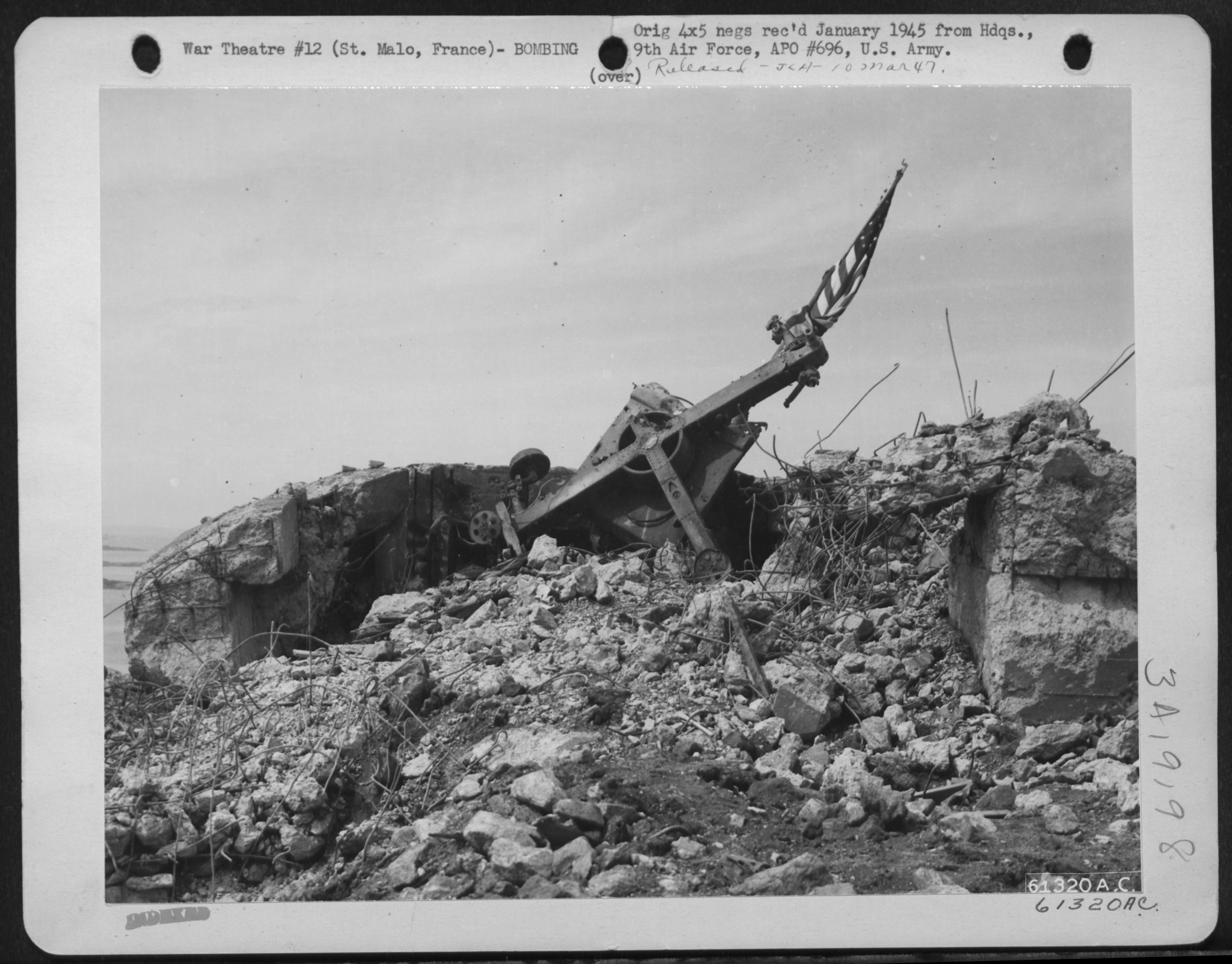
مبنى دُمر بالقنابل خلال معركة سان مالو (المصورة في 1944). كل الضوء الذي لا يمكننا رؤيته يصور الطبيعة المدمرة للحرب.

تتعامل رواية كل الضوء الذي لا يمكننا رؤيته مع مواضيع أخلاقية، مستكشفة أسئلة حول الحياة دون طرحها مباشرة. إن محاولة ألمانيا للسيطرة على أوروبا تؤدي إلى انهيارها، حيث يسعى فون رومبل لاستعادة حجر البحر الملعون، مما يبرز مخاطر الطمع. موضوع آخر هو طبيعة التضحية؛ حيث يعطي دانيال حجر البحر لماري-لور ليبقيها على قيد الحياة على الرغم من أن اللعنة تؤدي إلى اعتقاله، ويُجبر وورنر على المخاطرة بحياته من أجل ألمانيا. الرواية تتعامل أيضًا مع الثنائيات مثل الاختيار مقابل القدر والفظائع مقابل الشرف. يضع دوير التركيز على قرارات الشخصيات، بما في ذلك تلك المتعلقة بحماية النفس والأكاذيب.
شخصيات كل الضوء الذي لا يمكننا رؤيته غالبًا ما تكون أخلاقية غامضة بدلاً من أن تكون مبسطة. وفقًا لمجلة ذا لانسيت، تمنع التفاصيل التي اختارها دوير القارئ من رؤية وورنر على أنه مجرد نازي شرير وماري-لور على أنها بطلة نبيلة. الشخصيات، حتى تلك التي تم تأسيسها كبطلات، بها عيوب بطريقة ما. تؤمن ماري-لور أنها ليست شجاعة كما يراها الآخرون وأن تجربتها في العمى أمر روتيني بالنسبة لها. تُصور القصة وورنر بشكل مأساوي؛ حيث يكافح للعثور على الإرادة الحرة والفداء. يُجبر على دخول مدرسة عسكرية للهروب من مصير غير مقبول في المناجم، وفي النهاية ترسله المدرسة إلى الجيش ضد إرادته. على الرغم من تصويره بشكل متعاطف، فإن السرد لا يعفيه من أفعاله في الجيش وتزايد تحمله للعنف، على الرغم من أنه في النهاية يجد الفداء عندما ينقذ ماري-لور.
كل الضوء الذي لا يمكننا رؤيته يحتوي أيضًا على مواضيع مناهضة للحرب. من خلال رمزية حجر البحر الملعون وأسطورته، يوضح كل الضوء الذي لا يمكننا رؤيته كيف أن السعي وراء الرغبات البشرية يمكن أن يؤدي إلى الحرب والبؤس. كما ذكر دومينيك جرين، تعادل الرواية جميع أنواع العنف في الحرب على أنهما متساويين، حتى بين النازيين والقوات الحليفة. يعيد كل الضوء الذي لا يمكننا رؤيته أيضًا إنشاء الظروف المحرومة في فرنسا خلال الحرب العالمية الثانية وحياة الجنود الألمان القاسية. يستخدم شخصياته لتمثيل الناس العاديين وتجاربهم خلال الحرب العالمية الثانية. أشار آلان إي. كراندا من الخدمات النفسية إلى الرمزية داخل الرواية التي تشير إلى "الوعي الجمعي غير المريح لكل من المقاتلين والمدنيين." في النهاية، تصوّر الرواية الطبيعة المدمرة للحرب وفقدان الإرادة الحرة، مع التفاؤل والفداء في مثل هذه الظروف من خلال شخصيات وورنر وماري-لور.

### الإعجاب بالعلوم والطبيعة
تلعب أعمال دوير على إعجابه بالعلوم والعالم الطبيعي، حيث يعد كل الضوء الذي لا يمكننا رؤيته مثالًا على ذلك. أراد دوير كتابة رواية يكون فيها الاتصال بعيد المدى معجزة. قالت كريستين بيفوفار من كنساس سيتي ستار، "العلوم والعالم الطبيعي [في كل الضوء الذي لا يمكننا رؤيته] يتخذون دور الخوارق في قصة خرافية تقليدية".
تصور كل الضوء الذي لا يمكننا رؤيته المخلوقات وعلم الأحجار الكريمة والتقدم التكنولوجي مثل الأمواج الراديوية كعجائب مثيرة. ماري-لور مفتونة بالمخلوقات البحرية، بينما يمتلك وورنر شغفًا وموهبة في العلوم وتقنية الراديو. العنوان يشير إلى الطيف الكهرومغناطيسي اللامتناهي الذي يشمل الضوء. وفقًا لتشا، فإن اختفاء معظم الطيف الكهرومغناطيسي هو دافع متكرر في الكتاب، ويمنح "الملمس والإيقاع بالإضافة إلى توتر موضوعي، بين الطبيعة التافهة والمعجزية للبشرية وكل المكونات التي لا تقاس والتي تشكل حياتنا". عندما تصل القصة إلى أوائل القرن الواحد والعشرين، يتأمل أحد الشخصيات في وفرة الأمواج الكهرومغناطيسية التي تتدفق من الهواتف المحمولة وأجهزة الكمبيوتر، ويتساءل إذا كانت الأرواح قد تسافر بينها.

## النشر والمبيعات
تم نشر كل الضوء الذي لا يمكننا رؤيته في 6 مايو 2014، بواسطة سكريبنر، مع عدد مطبوع قدره 60,000 نسخة لنجاح تجاري. بحلول ديسمبر 2014، تم إعادة طباعة الكتاب 25 مرة، مع إنتاج 920,000 نسخة في المجموع. كان الكتاب على قائمة أفضل الكتب مبيعًا في نيويورك تايمز لأكثر من 200 أسبوع، ودخل القائمة بعد بضعة أسابيع من نشره. باع الكتاب بشكل جيد طوال العام؛ حيث تضاعفت المبيعات بعد أن فقد الرواية جائزة الكتاب الوطني لصالح إعادة النشر (2014). في فترة اقتراب عيد الميلاد من نفس العام، نفد الكتاب من المخزون على أمازون وبائعين آخرين. في تصنيفات نيلسن بوك سكان لروايات الخيال البالغ، كان كل الضوء الذي لا يمكننا رؤيته هو الكتاب الـ 20 الأكثر مبيعًا لعام 2014، حيث باع 247,789 وحدة؛ وكان رابع أكثر الكتب مبيعًا لعام 2015 مع مبيعات 1,013,616 وحدة; والعاشر الأكثر مبيعًا لعام 2016 مع مبيعات 366,431 وحدة. أفادت "زا ميليونز" أن مبيعات كل الضوء الذي لا يمكننا رؤيته وصلت إلى مليوني نسخة في مارس 2016. في يناير 2021، أفادت "بلبليشرز ويكلي" أن كل الضوء الذي لا يمكننا رؤيته قد باع 5.5 مليون نسخة في أمريكا الشمالية و9.3 مليون نسخة في جميع أنحاء العالم. بحلول سبتمبر 2021، كان قد تم بيع أكثر من 15 مليون نسخة من الرواية. وجد أنثوني دوير أن شعبية الرواية كانت غير متوقعة بسبب احتوائها على نازي متعاطف ومقاطع معقدة عن التكنولوجيا.

## التكيف التلفزيوني
في مارس 2019، استحوذت نتفليكس ولابس 21 للترفيه على حقوق تطوير سلسلة تلفزيونية مقتبسة من رواية كل الضوء الذي لا يمكننا رؤيته، مع شون ليفي، دان ليفين، و[جوش باري] كمنتجين تنفيذيين. في سبتمبر 2021، أعلنت نتفليكس أن السلسلة ستتكون من أربع حلقات، مع ستيفن نايت ككاتب و ليفي كمدير. يضم التكيف آريا ميا لوبرتي في دور ماري-لور، لويس هوفمان في دور وورنر، مارك رافالو في دور دانيال، هيو لوري في دور إتيان، لارس إيدينغر في دور فون رمبل، ونيل سوتون في دور ماري-لور الشابة. وبموافقة من دوير، قام ليفي بإزالة بعض المشاهد المؤلمة في نهاية القصة من التكيف، قائلاً إنه أراد أن يكون النهاية مليئة بالتفاؤل.
تم عرض السلسلة لأول مرة في مهرجان تورونتو السينمائي الدولي 2023 وتم إصدارها على نتفليكس في 2 نوفمبر 2023. كانت المراجعات الأولية من النقاد عمومًا سلبية. حتى الآن، من أصل تسع مراجعات، كانت 33% منها إيجابية، وفقًا لموقع Rotten Tomatoes. النقاد الذين قرأوا الرواية اعتبروا التغييرات سطحية وغير ضرورية, مشيرين إلى أن القصة أصبحت مبتذلة ورتيبة دون "المنظور الجذاب والمقنع للشخصية المركزية" من الرواية، كما ورد من بن ترافيرس من IndieWire. وجد دانيال فينبرغ من The Hollywood Reporter أن القصة بحلول الحلقة الثالثة بالكاد تشبه الرواية، مع جعل كل تغيير "المادة أكثر صخبًا، وأكثر خشونة وأقل غنى عاطفيًا."